# Bathymasteridae
Bathymasteridae é uma família de peixes da subordem Zoarcoidei.

## Espécies
- Género Bathymaster
  - Bathymaster caeruleofasciatus
  - Bathymaster derjugini
  - Bathymaster leurolepis
  - Bathymaster signatus
- Género Rathbunella
  - Rathbunella alleni
  - Rathbunella hypoplecta
- Género Ronquilus
  - Ronquilus jordani